# Cada loco con su tema (álbum)
Cada loco con su tema es el título del decimoséptimo disco LP del cantautor Joan Manuel Serrat editado en 1983 por la compañía discográfica Ariola. 
Contó con los arreglos y la dirección musical de Ricard Miralles. Todos los temas del disco, letra y música, fueron compuestos por Joan Manuel Serrat.

## Lista de canciones
| Pista | Título                              | Autor              | Tiempo |
| ----- | ----------------------------------- | ------------------ | ------ |
| 1     | Cada loco con su tema               | Joan Manuel Serrat | 5:34   |
| 2     | El horizonte                        | Joan Manuel Serrat | 3:50   |
| 3     | Algo personal                       | Joan Manuel Serrat | 5:00   |
| 4     | Dejad que cante el muchacho         | Joan Manuel Serrat | 3:08   |
| 5     | De vez en cuando la vida            | Joan Manuel Serrat | 3:30   |
| 6     | Querida                             | Joan Manuel Serrat | 3:38   |
| 7     | Yo me manejo bien con todo el mundo | Joan Manuel Serrat | 2:09   |
| 8     | Sinceramente tuyo                   | Joan Manuel Serrat | 4:11   |
| 9     | No esperes                          | Joan Manuel Serrat | 3:25   |

## Sencillos
| Año  | Sencillo                 |
| 1983 | Sinceramente tuyo        |
| 1983 | Algo personal            |
| 1983 | Cada loco con su tema    |
| 1983 | De vez en cuando la vida |

## Músicos
Piano: Ricard Miralles 
Guitarras y cítara: Josep Maria Bardagí 
Contrabajo: Jordi Clua 
Batería: Francesc Rabassa 
Flauta: José Oliver 
Oboe: Miguel Sánchez
Clarinetes: Máximo Muñoz y Antonio Martí
Fagot: Vicente Merenciano
Trompas: Luis Morató y Salvador Seguer 
Trompeta-Fiscorno: José Luis Medrano (trompetista) y Juan Cano
Trombones: Humberto Martínez y Sigfredo Vidaurreta
Tuba: José Luis López
Saxo Soprano-Tenor: Pedro Iturralde
Saxo Alto-Tenor: Manuel Fernández 
Saxo Barítono: Antonio Martí
Arpa: Angelines Domínguez 
Mandolina: Rafael Martínez 
Sintetizador: José Antonio Quintano
11 1.os (primeros) Violines:
Juan Luis Jordá, Eduardo Sánchez, Vicente Cueva, Luis Navidad, Máximo Navares, José López de Saa, Jesús Fernández de Yepes, Enrique Orellana, Luis Artigues, Alicia Sanz, Judhit Galiana.
10 2.os (segundos) Violines:
Miguel Ángel Cuesta, Manuel Puig, Luis T. Estevarena, Encarna Romero, Pedro Rosas, Martín Pérez, Jesús Fernández Lorenzo, Juan Ferrera, Álvaro Gómez y José Ramón Azpiri.
Violas: Pablo Ceballos, Ángel Ortiz, Marino Muruzábal, Jorge Guajardo, Juan López, Jacinto Romo, Raquel López e Isabel Millán
Cellos: Enrique Correa, Ángel González, Manuel Raga, José González, Mariano Melquizo, Juliana Rodríguez y Aratza López